# Feroleto Antico
Feroleto Antico (Herulìtu in calabrese) è un comune italiano di 1 945 abitanti della provincia di Catanzaro in Calabria.

## Geografia fisica

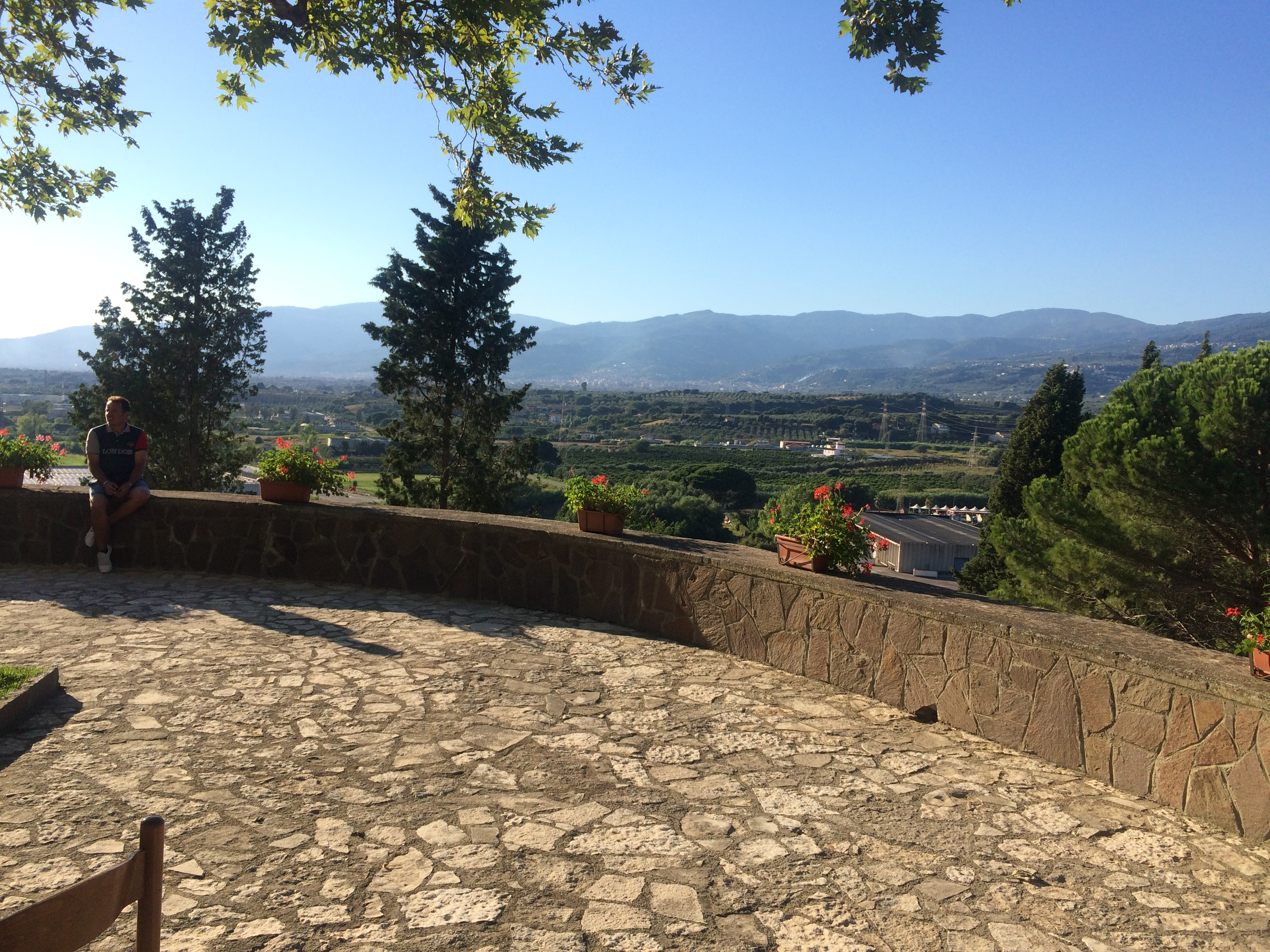
La vista della piana lametina dal santuario di Dipodi

Feroleto Antico è posto a 280 metri sul livello del mare ed ha una estensione di circa 22 km². Il suo territorio è prevalentemente collinare. La vetta più alta è il monte Mennazzo (749 m). È attraversato dal fiume Badia per circa 13 km. Il borgo è ubicato all'interno di una piccola vallata boschiva. Il comune si trova nel punto più stretto d'Italia, nell'Istmo di Catanzaro, al centro della Calabria. Da alcune sue frazioni si può godere di un'ottima vista sul Golfo di Sant'Eufemia.

## Origini del nome
L'etimologia del toponimo si presta a due interpretazioni:
1) Il nome Feroleto deriva dal sostantivo latino ferula che significa "canna". La zona proliferava di canne, specialmente le sponde dei torrenti che delimitano il paese.
2) Il nome Feroleto deriva dalla parola Feroletum che significa "portatore di morte"

## Storia
Sulle origini di Feroleto non si hanno documenti certi ma è probabile che esisteva anche prima della nascita di Cristo. Alcuni storici ritengono che il centro abitato sia sorto intorno al IX secolo, ad opera di popolazioni di origine ausona o enotra, che, allontanandosi dalle coste, si rifugiarono in un nuovo sito per sfuggire alle incursioni saracene e per questo scopo scelsero un luogo munito di barriere naturali, che fortificarono con castello e mura. A questa sede diedero in nome di Feroleto, in lingua latina Feroletum.

### Storia sismica
Feroleto Antico è stato colpito da vari eventi sismici. Il più grave fu il terremoto del 28 marzo 1638 (X-XII grado della scala Mercalli) che rase al suolo il paese che venne successivamente ricostruito. I danni raggiunsero VIII grado della scala Mercalli a causa del Terremoto della Calabria meridionale del 1783 e del Terremoto della Calabria del 1905. Nell'evento del 1905 furono segnalate fratturazioni del suolo e fuoriuscita di acque (o liquefazioni) dal suolo.

### Simboli
Lo stemma e il gonfalone sono stati concessi con DPR del 17 gennaio 2000.
Il gonfalone è un drappo rettangolare di rosso.

## Monumenti e luoghi d'interesse

### Santuario di Dipodi

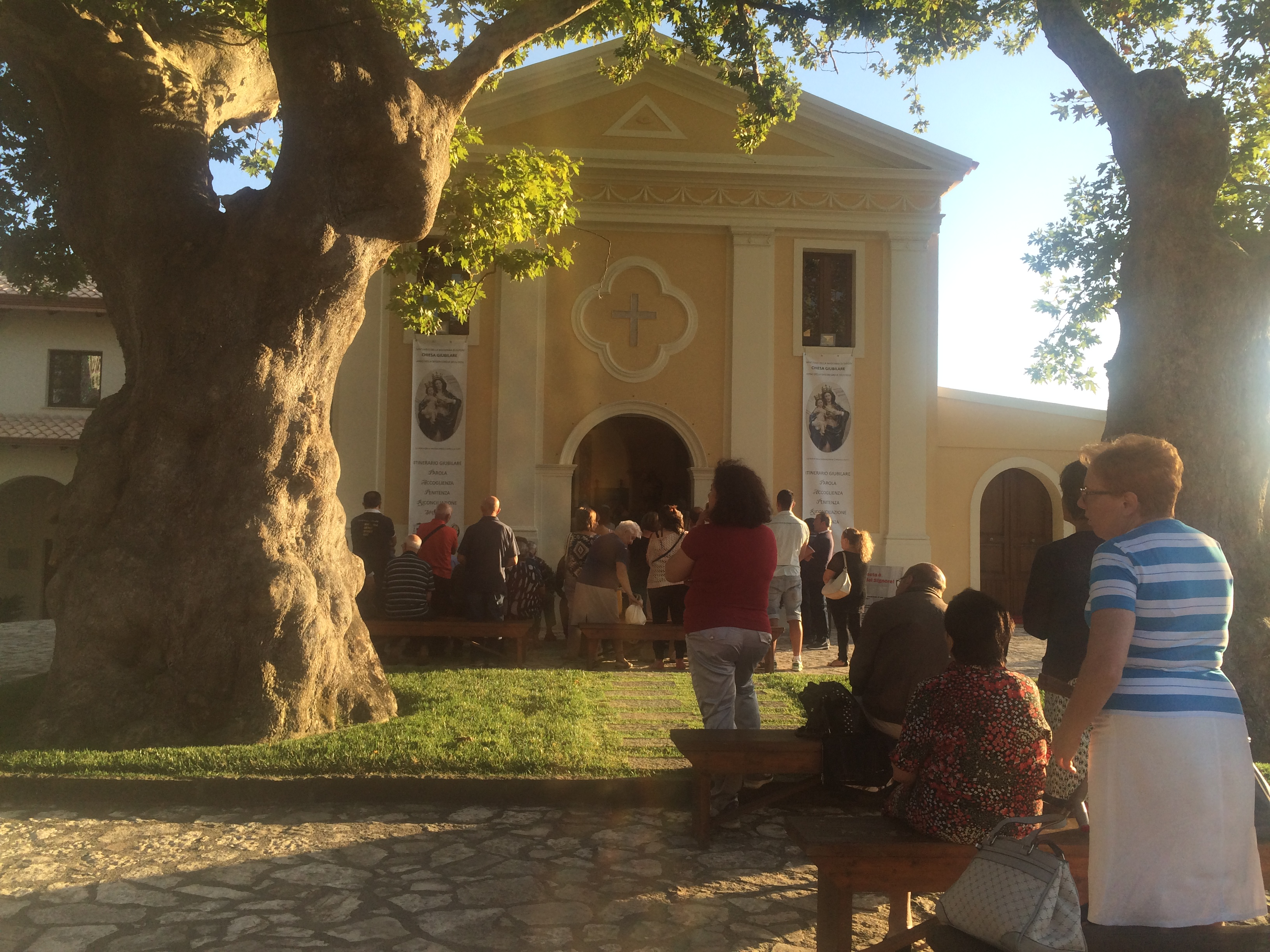
Il santuario di Dipodi

Su una piccola e verdeggiante collina, a circa 7 km da centro abitato, si erge in tutta semplicità il santuario di Dipodi. La chiesetta domina solitaria ed incontrastata su un paesaggio di incomparabile e suggestiva bellezza. Secondo una vecchia cronaca greca la chiesa di Dipodi fu fatta costruire dall’imperatore Costantino e dal papa Silvestro verso il 314.
Il santuario lungo il corso dei secoli è stato indicato con tre differenti denominazioni: S. Maria de’ Puris, S. Maria Visitapoveri e S. Maria di Dipodi.
L’avvenimento che si ripete ogni anno ininterrottamente da diversi secoli è la grande festa del 15 agosto. In questo giorno, ma anche nei 2 giorni precedenti la festa, il santuario è meta di pellegrinaggio per migliaia di fedeli provenienti da tutta la Calabria e non solo. La gente, legata profondamente alla secolare tradizione, aspetta questa ricorrenza per fare visita alla Beata Vergine. Molti, avendo fatto dei voti, vi giungono scalzi, altri vengono per pregare e per chiedere e ricevere una grazia dalla Madonna.
Trascorsi i giorni della festa, il luogo ritorna un’oasi di tranquillità e di silenzio.

### Chiesa di Santa Maria Maggiore
Fu eretta nel 1612, ma i lavori preparatori iniziarono molti anni prima (1531). Fra i capolavori presenti all’interno della chiesa, quello che suscita particolare importanza è la tela che rappresenta la Natività della Vergine Maria; questo dipinto che misura m 2,30 di altezza per 1,70 di larghezza suscita nella gente del paese un profondo rispetto religioso tanto che lo chiamano affettuosamente U quadru da Bombinella.

## Società

### Evoluzione demografica
Abitanti censiti

### Dialetto locale
A Feroleto Antico viene usato il Dialetto calabrese centrale (di stampo Lametino).

## Cultura

### Prodotti tipici locali
Feroleto riveste una certa importanza nel settore agricolo.
Tra i vari prodotti tipici locali si annoverano: l'olio Lametia, le clementine di Calabria, il capocollo, la pancetta, le salsicce e la Soppressata di Calabria.